# Ruth Ogbeifo
Ruth Ogbeifo (18 de abril de 1972) es una deportista nigeriana que compitió en halterofilia.
Participó en los Juegos Olímpicos de Sídney 2000, obteniendo una medalla de plata en la categoría de 75 kg. Ganó una medalla de bronce en el Campeonato Mundial de Halterofilia de 1999, en la misma categoría.

## Palmarés internacional
| Juegos Olímpicos   | Juegos Olímpicos   | Juegos Olímpicos  | Juegos Olímpicos |
| Año                | Lugar              | Medalla           | Categoría        |
| ------------------ | ------------------ | ----------------- | ---------------- |
| 2000               | Sídney (Australia) | Medalla de plata  | 75 kg            |
| Campeonato Mundial |                    |                   |                  |
| Año                | Lugar              | Medalla           | Categoría        |
| 1999               | Atenas (Grecia)    | Medalla de bronce | 75 kg            |